# 伊瑞德尼姆拉斯
在托爾金（J. R. R. Tolkien）科幻小說的中土大陸裡，白色山脈（White Mountains），即辛達林語裡的伊瑞德尼姆拉斯（Ered Nimrais） ，是一虛構山脈。因山頂有冰川，故名白色山脈。伊瑞德尼姆拉斯由東至西，也有向北發展，洛汗隘口（Gap of Rohan）將伊瑞德尼姆拉斯和迷霧山脈（Misty Mountains）隔開。雖然位處剛鐸及洛汗的南緯，但山勢極高，故伊瑞德尼姆拉斯在夏季也會受風雪吹襲。伊瑞德尼姆拉斯沒有通道。只有亡者之路（Paths of the Dead）在地下通過，但只有極有膽量之人才會進入冒險。伊瑞德尼姆拉斯是剛鐸（Gondor）的北界、洛汗（Rohan）的南界（除了洛汗的東部），剛鐸的安諾瑞安（Anórien）則位處伊瑞德尼姆拉斯以北。
著名的山峰包括愛蘭薩加山（Irensaga）及斯塔克角山（Starkhorn）。兩座山峰之間是丁默山（Dwimorberg），亡者之路的入口。米那斯提力斯（Minas Tirith）陷進山脈東端的明多陸安（Mindolluin）。伊瑞德尼姆拉斯上有七個剛鐸烽火台（Warning beacons of Gondor），分別位於阿蒙丁（Amon Dîn）、愛倫那奇（Eilenach）、 那多（Nardol）、伊瑞拉斯（Erelas）、明瑞蒙（Min-Rimmon）、加侖漢（Calenhad）及哈力費理安（Halifirien）。
多條河流發源於伊瑞德尼姆拉斯，如亞多河（Adorn）、雪界河（Snowbourn）、摩林溪（Mering Stream）及南邊的依魯依河（Erui）、林羅河（Ringló）及其支流西瑞爾河（Ciril），這些河流和摩頌河（Morthond）都流入貝爾法拉斯灣（Bay of Belfalas）。
第二紀元，伊瑞德尼姆拉斯住有一群與登蘭德人（Dunlendings）有關係的人類，他們曾經效力索倫（Sauron）。他們發誓效忠埃西鐸（Isildur），但後來背叛了埃西鐸，並受到詛咒，他們就是登哈洛的亡者（Dead Men of Dunharrow）。亞拉岡（Aragorn）、金靂（Gimli）及勒苟拉斯（Legolas）通過亡者之路，並帶走他們。在登蘭德人之前，登丹人（Drúedain）亦曾居住在這裡。